# Pseudoparlatoria tillandsiae
Pseudoparlatoria tillandsiae är en insektsart som beskrevs av Tippins 1970. Pseudoparlatoria tillandsiae ingår i släktet Pseudoparlatoria och familjen pansarsköldlöss. Inga underarter finns listade i Catalogue of Life.